# Colli Etruschi Viterbesi Canaiolo
Le Colli Etruschi Viterbesi Canaiolo est un vin rouge italien produit dans la région Latium doté d'une appellation DOC depuis le 11 septembre 1996. Seuls ont droit à la DOC les vins rouges récoltés à l'intérieur de l'aire de production définie par le décret. 

## Aire de production
Les vignobles autorisés se situent en province de Viterbe dans les communes de Viterbe, Vitorchiano, Bomarzo, Graffignano, Celleno, Civitella d'Agliano, Bagnoregio, Castiglione in Teverina, Lubriano, Vetralla, Blera, Villa San Giovanni in Tuscia, Barbarano Romano, Vejano, Oriolo Romano, Monte Romano, Tuscania, Arlena di Castro, Tessennano, Canino, Cellere, Piansano, Ischia di Castro, Farnese, Valentano, Latera, Onano, Proceno, Acquapendente, Grotte di Castro, Gradoli, Capodimonte, Marta, Montefiascone, Bolsena, San Lorenzo Nuovo, Orte et Bassano in Teverina. 
L’aire de production est en proximité du lac de Bolsena.

## Caractéristiques organoleptiques
- couleur: rouge rubis   plus ou moins intense
- odeur: caractéristique, harmonique, persistant
- saveur: doux, harmonique, légèrement tannique

Le Colli Etruschi Viterbesi Canaiolo se déguste à une température de 14 - 16 °C et se gardera 2 à 3 ans.

## Détails historiques
- x

## Association de plats conseillée
- x

## Production
Province, saison, volume en hectolitres :
- pas de données disponibles